# Mats Köhlert
Mats Köhlert (2 de mayo de 1998) es un futbolista alemán que juega como centrocampista en el Brøndby IF de la Superliga de Dinamarca.
Durante su infancia se dedicó al mundo de la actuación siendo protagonista en anuncios de publicidad y series de televisión.

## Trayectoria

### Hamburgo S. V.
Creció en Norderstedt y comenzó a jugar al fútbol en las categorías inferiores del SC Sperber y del Eintracht Norderstedt, antes de llegar a la cantera del Hamburgo SV a través del FC St. Pauli en el verano de 2013. En la temporada 2013-14 jugó principalmente en el equipo sub-16 y también hizo 3 apariciones en el equipo sub-17 en la B-Junioren-Bundesliga. Para la temporada 2014-15, se quedó definitivamente en este equipo del club hanseático. En la temporada 2015-16 subió otro peldaño en las categorías inferiores.
En febrero de 2016, Kohlert ya se había entrenado con los profesionales durante los descansos internacionales y firmó su primer contrato profesional, que lo ató al club hasta el 30 de junio de 2019. Para la temporada 2016-17, ascendió al primer equipo. Hasta el parón de invierno fue utilizado en el equipo juvenil y 7 veces en el segundo equipo masculino en la Regionalliga Nord. Tampoco fue incluido en el equipo de la Bundesliga por el entrenador Markus Gisdol en la temporada 2017-18 y jugó exclusivamente en el segundo equipo, en el que hizo su regreso a principios de octubre de 2017 después de más de tres meses de baja por lesión. Hasta el final del año, hizo un total de 9 apariciones en la Regionalliga Nord, donde anotó un gol. En la preparación invernal, Köhlert no viajó al campo de entrenamiento del primer equipo en Jerez de la Frontera.  A partir del 9 de enero de 2018 completó un entrenamiento de prueba con el club de primera división austriaca FC Admira Wacker, pero finalmente no fue fichado. Incluso bajo los sucesores de Gisdol, Bernd Hollerbach y Christian Titz, que previamente habían entrenado al segundo equipo, Kohlert ya no formaba parte de la plantilla. En total, hizo 25 apariciones en la Regionalliga en la temporada 2017-18, anotando un gol.
En la temporada 2018-19, Kohlert estuvo inicialmente en el segundo equipo. Después de ser fijo como titular,consiguió adueñarse de la banda derecha antes del parón de invierno. Después de las buenas actuaciones tras las vacaciones de invierno, Kohlert fue reintegrado en el plantel por Hannes Wolf a finales de marzo de 2019. En ese momento había marcado 4 goles en 23 apariciones en la liga regional. El 30 de marzo de 2019 hizo su debut en la 2. Bundesliga cuando fue sustituido en el empate sin goles contra el VfL Bochum en los últimos minutos del partido.  Hasta el final de la temporada, fue utilizado de nuevo en el segundo equipo (un gol) y dos veces con los profesionales.

### Willem II
Con el final de su contrato, Kohlert dejó el Hamburgo SV y se trasladó al Willem II Tilburgo de la primera división neerlandesa para la temporada 2019-20, donde firmó un contrato hasta el 30 de junio de 2022.

## Selección nacional
Jugó 8 veces en la selección de sub-16 de septiembre de 2013 a junio de 2014 y marcó un gol. De septiembre de 2014 a octubre de 2015 jugó 15 veces (un gol) para la selección sub-17. Compitió en el Campeonato Europeo Sub-17 en Bulgaria en mayo de 2015 y en el Campeonato Mundial Sub-17 en Chile de octubre a noviembre de 2015.  Después de 3 partidos con la selección sub-18 entre marzo y junio de 2016, Köhlert jugó con la selección sub-19 de septiembre de 2016 a julio de 2017. Fue utilizado una vez en el Campeonato Europeo Sub-19 de 2017, en el que Alemania fue eliminada en la ronda preliminar. Después de un largo período sin una convocatoria, Köhlert ha estado activo en la selección sub-20 desde marzo de 2019.

## Clubes
| Club              | País         | Año       |
| ----------------- | ------------ | --------- |
| Hamburgo S. V.    | Alemania     | 2016-2018 |
| Hamburgo S. V. II | Alemania     | 2018-2019 |
| Willem II Tilburg | Países Bajos | 2019-2022 |
| S. C. Heerenveen  | Países Bajos | 2022-2025 |
| Brøndby IF        | Dinamarca    | 2025-     |

## Carrera como actor
Cuando era niño, apareció por primera vez en anuncios de publicidad de chocolate, BMW, IKEA, Smarties, McDonald's o Tchibo.  En 2009 interpretó el papel de Klein Brakelmann en el episodio Goldene Erinnerungen de la serie de televisión Neues aus B'ttenwarder. Obtuvo su primer papel importante en la película de televisión de 2011 Destiny Years junto a Maria Furtwängler. En el mismo año participó en la escena del crimen de Kiel Borowski y el perro genial.

### Trayectoria
- 2009: Noticias de B'ttenwarder
- 2011: Años del destino
- 2011: Escena del crimen

## Vida privada
Se graduó en el Gimnasio Heidberg en 2016. Su padre Dirk Kohlert también fue futbolista. Jugó para el Holstein Kiel y para el 1. SC Norderstedt en el entonces tercer nivel Regionalliga Nord.